# バーチ還元
バーチ還元（バーチかんげん、Birch reduction）は、液体アンモニア中で金属を用いて行なう還元反応のことである。
1944年にアーサー・ジョン・バーチによって報告された。
金属の溶解によって発生する溶媒和電子による還元反応であるため、他の還元反応とはかなり反応の特性が異なる。
特に重要なのは他の反応では困難なベンゼン環の部分還元が可能であり、1,4-シクロヘキサジエンを得ることができる点である。
一般的な反応式は次のように表される。官能基の性質により水素が付加する位置が異なる。

## 実験の手順
バーチ還元は以下の手順で行なう。
まず、ドライアイスで冷却したデュワー冷却器を装着した反応容器をドライアイス-アセトン浴などで冷却してアンモニアの沸点である −33 ℃よりも低い温度とする。
撹拌子はテフロン被覆のものではテフロンがバーチ還元の条件で反応して侵されてしまうため、ガラス製のものを用いるのが良い。
ここにボンベから液体アンモニアを導入するが、液体アンモニアはボンベから直接注ぎ込むのは避ける方が良く、別の容器にトラップし、そこから気化させて反応容器に送り込み、デュワー冷却器で液化して反応容器に還流させる方がよい。
これはボンベの内壁などに由来する鉄などの粉末が反応系に混入すると還元剤となる金属とアンモニアの反応（金属アミドと水素が発生する）を触媒してしまい、還元剤のロスの原因になるためである。
次に溜めた液体アンモニア中に還元剤となる金属を小片にして加えていく。
金属としてはリチウムやナトリウムを用いることが多い。
カリウムやカルシウム、マグネシウムが使用する例も報告されている。
これらの金属を液体アンモニア中に加えると濃紺色の溶液となる。
アンモニア中でこれらの金属は電子を放出して陽イオンとなり、放出された電子は数分子のアンモニアに溶媒和された溶媒和電子となる。
この溶媒和電子が可視光を吸収するため溶液が着色する。
ここに反応させるべき基質をゆっくりと添加していく。
基質は溶媒和電子と反応しないアルカンやジエチルエーテルなどを補助溶媒として添加することもある。
また基質にアルコールなどのプロトン化剤を混ぜて同時に添加することもある。
なお、先に基質を添加してから、過剰の溶媒和電子の生成により溶液が青くなるまで金属を少しずつ加えていく方法もある。
反応が完了したら、塩化アンモニウムやアルコール、水などのプロトン化剤をゆっくりと添加して過剰の溶媒和電子を消費させる。
その後、反応容器の冷却を止めてアンモニアを反応容器から蒸発させて除き、残渣を処理して目的物を得る。

## 反応機構
まず溶媒和電子が基質と反応してアニオンラジカルが生成する。
ここで還元されやすい基質(例えばα,β-不飽和ケトン)ではさらにもう1つの溶媒和電子が反応してジアニオンとなる。
これが反応後に添加されるプロトン化剤によってプロトン化されて最終生成物となる。
一方、還元されにくい基質（例えばベンゼン環）では、2つ目の溶媒和電子の反応はそのままでは進行しない。
このような基質では還元を進行させるには基質とともにプロトン化剤を添加しておく必要がある。
するとアニオンラジカルがプロトン化されてラジカルとなり、これに2つ目の溶媒和電子の付加してアニオンとなる。
そしてこれがプロトン化されて最終生成物となる。

## 各官能基の還元

### ベンゼン環
バーチ還元においてもっとも重要なタイプの反応である。
ベンゼン環の還元では通常 1,4-シクロヘキサジエンが生成する。
反応の進行にはプロトン化剤の添加が必要である。
電子供与性基が結合している場合には 2,5-ジヒドロ体が、電子求引性基が結合している場合には 1,4-ジヒドロ体が生成する。
ただし、ホルミル基やシアノ基、ニトロ基、ハロゲンなどはこの条件で優先して還元されてしまう。
ナフタレン環ではプロトン化剤を添加しないと片方の環のみが還元されて 1,4-ジヒドロナフタレンとなるが、添加すると両方の環が還元されて 1,4,5,8-テトラヒドロナフタレン（イソテトラリン）が生成する。

### アルキン
アルキンは還元されて (E)-アルケンを選択的に生成する。
末端アルキンではアンモニウム塩のプロトン化剤の添加が必要である。
これは反応系内で基質がアセチリドとなってしまうと還元されなくなってしまうためである。
リンドラー触媒を用いる水素化が (Z)-アルケンを生成するため、その方法と相補的となる。

### ベンジル位のヘテロ原子
ベンジル位の炭素原子と窒素、酸素、硫黄、ハロゲンなどのヘテロ原子との結合は開裂して還元される。
この方法は保護基として使用したベンジル基の除去に用いることができる。
ベンジル基の除去にはパラジウム触媒による水素化分解も利用されるが、アルケンを分子内に持つ基質では二重結合も水素化される可能性があり、ベンジルスルフィドはそれ自身が触媒毒となるため水素化分解はうまく進行しない。
しかしアルケンはバーチ還元の条件では通常還元されず、硫黄化合物も反応を妨害しないためそういった基質に適用できる。

### カルボニル化合物
アルデヒドとケトンはアルコールに還元される。
ベンジル位ではさらに還元されてメチレン基になる。
カルボン酸は反応しない。
脂肪族のエステルはプロトン化剤があるとアルコールに還元される。
プロトン化剤が無い場合には加水分解のみが起こる。
脂肪族のアミドはプロトン化剤があるとアルデヒドに還元される。
芳香族のエステルやアミドは反応しにくい。
α,β-不飽和カルボニル化合物では、プロトン化剤が無い場合には還元によりエノラートの形になってカルボニル基が還元から保護されるため、炭素-炭素二重結合のみが還元される。
アルデヒドやケトンではプロトン化剤があるとカルボニル基も還元される。

## ベンケサー還元 (Benkeser還元)
液体アンモニアの代わりに低級の1級アミンを用いるバーチ還元の変法は、ベンケサー還元と呼ばれる。
1954年に R.A.ベンケサーらによって報告された。
1級アミンとしてはメチルアミン、エチルアミン、エチレンジアミンが良く用いられる。
バーチ還元よりも還元力が高い。
またアミン自身がプロトン化剤として働き、プロトンを供与して生じるアミドイオンは強塩基として働く。
ベンゼン環を還元すると 1,4-シクロヘキサジエンが強塩基により 1,3-シクロヘキサジエンに異性化し、さらに還元されてシクロヘキセンとなる。
アルキンはアルカンまで還元される。といった差異がある。